# Три кольори (трилогія)
Трилогія «Три кольори» (фр. Trois couleurs, пол. Trzy kolory) — збірна назва трьох фільмів режисера Кшиштофа Кесльовського: Три кольори: синій (1993), Три кольори: білий (1994) і Три кольори: червоний (1994). Трилогія була спільним виробництвом Франції, Польщі та Швейцарії французькою мовою, за винятком фільму Білий польською та французькою мовами. Всі три фільми були написані у співавторстві Кесльовським та Кшиштофом Писевичем (з консультантами по сюжету Аґнешкою Голланд і Славомиром Ідзяком), зпродюсовані Марином Карміцем і написані Збігневом Прайснером.
Червоний отримав номінації на найкращу режисуру, найкращий оригінальний сценарій та найкращу операторську роботу на 67-й кінопремії Оскар.

## Теми
Синій, білий та червоний кольори французького прапора в порядку зліва направо та історія кожного фільму вільно базується на одному з трьох політичних ідеалів у гаслі Французької Республіки : свобода, рівність, братерство. Як і у відношенні до Десяти заповідей у Декалозі, ілюстрація цих принципів часто є неоднозначною та іронічною. Як зазначив Кесльовський в інтерв'ю студентській газеті Оксфордського університету, «слова [liberté, egalité, fraternité] є французькими, оскільки гроші [на фінансування фільмів] є французькими. Якби гроші були іншої національності, ми б назвали фільми інакше, або вони могли мати інший культурний відтінок. Але фільми, мабуть, були б однаковими».
Трилогію також тлумачать відповідно як антитрагедію, антикомедію та антиромантичний.

## Зв'язки та закономірності
Загальним для трьох фільмів є символ основного зв'язку або речі, яка тримає головного героя пов'язаним із їхнім минулим. У випадку з Синім, це лампа з блакитних намистин і символ, який бачимо у всьому фільмі в телевізорі люди, що літають (роблячи це з парашутом, або стрибки на банджі); режисер обережно показує падіння без шнурів на початку фільму, але в міру розвитку історії образ шнурів стає все більш очевидним як символ посилання на минуле. У випадку з Білим предметом, який пов'язує Кароля з його минулим, є двофранкова монета та гіпсове погруддя Маріанни, яке він краде в антикварному магазині в Парижі. У справі Червоного суддя ніколи не закриває і не замикає двері та перову ручку, яка перестає працювати у вирішальний момент історії.
Ще одне повторюване зображення, пов'язане з духом фільму — це зображення людей похилого віку, які збирають пляшки: у Синьому, стара жінка в Парижі збирає пляшки, і Джулі не помічає її (як свобода), у Білому — старий також в Парижі намагається підняти пляшку, але не може дістатися до контейнера, і Кароль дивиться на нього із зловісною усмішкою на обличчі (як рівність), а в Червоному стара жінка не може дістатися до отвору контейнера, і Валентина допомагає їй (як братство).
У Синьому, поки Джулі шукає коханку свого чоловіка в центральній будівлі суду, вона випадково бере участь у судовому розгляді, але охорона негайно випроваджує її. Поки Джулі заглядає до зали суду, Кароль з Білого можна почути благання судді у сцені, яка починає його розділ трилогії.
Кінцевий кадр кожного фільму має характер жалю. У Синьому кольорі Джулі де Курсі плаче, дивлячись на космос. У Білому Кароль плаче, дивлячись на свою дружину. У Червоному суддя Керн плаче, дивлячись через розбите вікно на камеру.
Багато головних героїв із Синього та Білого, включаючи Джулі та Кароль, з'являються наприкінці «Червоного», бо вони вижили в аварії на поромі.

## Головний акторський склад
Три кольори: Синій
- Жульєт Бінош — Джулі
- Бенуа Регент — Олів'є
- Флоренс Пернель — Сандрін

Три кольори: Білий
- Збігнєв Замаховський — Кароль
- Жулі Дельпі — Домінік
- Януш Гайос — Миколай

Три кольори: Червоний
- Ірен Жакоб — Валентина
- Жан-Луї Трентіньян — Джозеф
- Жан-П'єр Лорі — Огюст

## Саундтрек
Музику до всіх трьох частин трилогії склав Збігнев Прайснер і виконав хор Сілезької філармонії разом із Сінфонією Варсовія.

## Прийом
Синій має 98 % рейтингу на вебсайті Rotten Tomatoes на основі 45 відгуків. Друга частина трилогії «Білий» отримала 87 % рейтингу на основі 46 оглядів а останній фільм трилогії «Червоний» був сертифікований «Fresh» на тому ж вебсайті та отримав 100 % на основі 53 рецензій.
Вся трилогія очолила список найкращих фільмів «The San Diego Union-Tribune», вона потрапила на третє місце у списку газети «San Jose Mercury News» Глена Ловелла; десяте у списку Майкла Міллса «The Palm Beach Post», а також потрапив до рейтингу Tulsa World Деннісом Кінгом та критиками «The Atlanta Journal-Constitution» Елеонорою Рінгел та Стівом Мюрреєм.
Роджер Еберт включив усі фільми трилогії до свого списку «Великі фільми».
Трилогія розмістилася на позиції # 11 в журналі Емпайр «The 33 Greatest Movie Trilogies» у 2010 році
Зайняв 14-е місце в «100 найкращих фільмах світового кіно» журналу Empire